# Полет 60 на „Ол Нипон Еъруейс“
Полет 60 на „Ол Нипон Еъруейс“ е вътрешен пътнически полет от летище „Сапоро-Читосе“, Читосе, до летище „Токио-Ханеда“, Токио, Япония, управляван от „Ол Нипон Еъруейс“. На 4 февруари 1966 г. самолетът „Боинг 727-81“, който изпълнява полета, мистериозно се разбива в Токийския залив на около 10,4 км от Ханеда при ясно време по време на нощен заход за кацане на летището. При инцидента загиват всички 133 души на борда. Това е най-смъртоносният инцидент с един самолет в историята на страната до този момент и остава такъв до катастрофата на самолета при полет 58 на „Ол Нипон Еъруейс“ пет години по-късно, когато 162 души намират смъртта си.
Причината за произшествието никога не е установена, защото този самолет никога не е оборудван с полетни записващи устройства. Това е най-смъртоносната катастрофа с един самолет в света по това време, както и втората най-смъртоносна авиационна катастрофа след сблъсъка във въздуха в Ню Йорк през 1960 г.. Броят на загиналите на един самолет е надминат, когато „Локхийд C-130 Херкулес“ е свален през май 1968 г. и умират 189 души, последван от разбиването на самолета при полет 123 на „Джапан Еър Лайнс“ 19 години по-късно, с 520 загинали.
Това е една от петте фатални въздушни катастрофи през 1966 г. в Япония. Един месец след катастрофата на полет 60 машината при полет 402 на „Кънейдиън Пасифик Еър Лайнс“ се удря в светлините за заход и в крайбрежна защитна стена на Ханеда и убива 64 от 72 души на борда. По-малко от 24 часа по-късно самолетът при полет 911 на БОЕК е заснет, докато рулира покрай останките на канадския самолет, след което се разпада над планината Фуджи поради турбуленция; умират всички 124 души на борда. „Конвеър 880-22M“ на „Джапан Еър Лайнс“ се разбива и убива 5 души на 26 август, докато през ноември самолетът, който изпълнява полет 533 на „Ол Нипон Еъруейс“, катастрофира във вътрешно Японско море и убива още 50 души. Ефектът от тези катастрофи разклаща общественото доверие в търговската авиация в Япония както в „Джапан Еър Лайнс“, така и в „Ол Нипон Еъруейс“ и превозвачите са принудени да съкратят някои вътрешни услуги поради намаленото търсене.